# Infanteria stelară
acest articol se referă la Starship Troopers - un roman științifico-fantastic scris de Robert A. Heinlein. A nu se confunda cu Starship Troupers - un roman științifico-fantastic de Christopher Stasheff.
Infanteria stelară (titlu original Starship Troopers) este un roman științifico-fantastic din 1959 scris de Robert A. Heinlein. A câștigat Premiul Hugo în 1960 și a dat naștere la numeroase controverse și critici pentru temele sociale și politice abordate, unii critici considerând că promovează fascismul și militarismul.. Romanul a fost publicat pentru prima oară (în formă prescurtată), sub formă de serial în The Magazine of Fantasy & Science Fiction (octombrie-noiembrie 1959, sub denumirea Soldier Starship) și publicat hardcover în decembrie 1959.
Infanteria stelară a fost adaptată în câteva filme și jocuri, cea mai cunoscută adaptare fiind ecranizarea din 1997 a lui Paul Verhoeven.

## Povestea din spatele romanului
Heinlein a absolvit Academia Forțelor Navale ale Statelor Unite în 1929 și a servit în Marină timp de cinci ani, întâi pe noul portavion USS Lexington (1931), apoi ca locotenent nava pe distrugătorul USS Roper (1933-1934), fiind trecut în rezervă în cele din urmă din cauza tuberculozei pulmonare. Heinlein nu a luptat pe front și, în timpul celui de-Al Doilea Război Mondial era deja civil, făcând cercetări în cadrul șantierului naval din Philadelphia.
După spusele lui, dorința de a scrie Infanteria stelară a fost inițiată de un articol publicitar apărut într-un ziar pe 5 aprilie 1958, în care se milita pentru încetarea unilaterală a testării armelor nucleare de către Statele Unite. Drept răspuns, Robert și Virginia Heinlein au creat mica organizație "Patrick Henry League", care susținea programul american de testare a armelor nucleare. În timpul campaniei nereușite, Heinlein a fost atacat atât din sânul comunității SF cât și din afara ei pentru opțiunile sale. Infanteria stelară poate fi astfel privită ca o clarificare și o apărare de către Heinlein a viziunilor sale militare și politice de la acea vreme.
Cândva între 1958 și 1959, Heinlein s-a oprit din scrierea romanului care avea să devină Străin în țară străină și a scris Infanteria stelară, publicată inițial sub formă de serial în The Magazine of Fantasy & Science Fiction între octombrie și noiembrie 1959 cu titlul Starship Soldier. Deși a fost conceput pentru seria de romane pentru tineret a editurii Scribner, romanul a fost respins, fapt ce l-a determinat pe Heinlein să înceteze colaborarea și să scrie cărți pentru adulți. Romanul a fost publicat în cele din urmă ca ficțiune pentru tineret de către editura G. P. Putnam's Sons.

## Povestea

Coperta traducerii apărute la editura Pygmalion, în colecția "Cyborg"

Acțiunea Infanteriei stelare se petrece în plin război interstelar purtat între între omenire și o specie arahnoidă cunoscută sub numele de Gândaci. Narațiunea, la persoana întâi, prezintă viața unui tânăr soldat din Filipine numit Juan Johnnie Rico și este unul dintre puținele romane ale lui Heinlein scrise astfel.. Romanul începe în momentul îmbarcării lui Rico pe o corvetă a Infanteriei Mobile care atacă o planetă aliată cu arahnoizii. Raiudul - una dintre puținele lupte prezentate pe larg în roman - este scut: plutonul aterizează pe planetă, distruge țintele și se retrage, suferind o singură pierdere.
Povestea sare apoi în trecut, relatând absolvirea lui Rico, decizia de a se înrola în ciuda opoziției tatălui, secvențe din cursul de istorie  și filozofie morală la care a participat Rico la școală (din care aflăm că, pentru a ocupa o funcție publică, trebuie efectuat un serviciu de voluntariat), instrucția la care a participat în preriile nordice. În această perioadă, Gândacii atacă și distrug orașul Buenos Aires, unde se afla și mama lui Rico. Războiul începe, iar narațiunea se concentrează pe rutina zilnică a vieții militare.
Rico decide să devină militar de carieră, având și o scurtă întâlnire cu tatăl său în perioada instrucției necesare pentru a deveni locotenent. Prin ochii lui Rico, Heinlein analizează aspectele morale și filozofice privind votul, virtutea civică, necesitățile de război și pedeapsa capitală, precum și natura delincvenței juvenile.

## Teme majore

### Politică
Infanteria stelară este atât un roman, cât și un eseu politic. Tema predominantă este aceea că responsabilitatea socială cere sacrificii personale. Democrația prezentată de Heinlein prezintă aspectele unei meritocrații bazate pe renunțarea voluntară în beneficiul comun. Funcțiile publice pot fi ocupate doar de cei care și-au servit societatea prin participarea timp de cel puțin doi ani în servicii de voluntariat, Federația găsindu-ifiecăruia un loc indiferent de calități și aptitudini. Această democrație vine în contradiție cu democrațiile secolului al XX-lea, considerate de către personajele romanului ca nerealiste. Nimeni nu poate opri pe cineva să-și caute fericirea, dar viața și libertatea există doar în momentul în care se oferă ceva în schimbul lor.
Romanul este considerat și o modalitate prin care Heinlein și-a exprimat opiniile anti-comuniste, personajele atacând ideile lui Karl Marx, teoria valorii muncii și Republica lui Platon.

### Istorie militară, tradiții și știință militară
Războiul din Corea a luat sfârșit doar cu cinci ani înainte ca Heinlein să înceapă lucrul la Infanteria stelară, iar în carte există mențiuni ale acstuia, precum și în legătură cu prizonierii de război americani din acel conflict și cu populara acuzație de spălare a creierelor efectuată de comuniști. După înheierea războiului, au existat zvonuri că nord-coreeni și chinezii dețin un mare număr de americani. La cursul de istorie și filozofie a moralei la care participă Rico se dezbate moralitatea ideii de a nu lăsa în urmă un om, chiar cu riscul de a declanșa un nou război.
Se fac referiri și la alte confruntări, printre care: numele navei care s-a ciocnit cu Valley Forge (Ypres), o bătălie importantă din Primul Război Mondial, nava Mannerheim (referire la mareșalul Finlandei în timpul celui de-Al Doilea Război Mondial), centrul de pregătire al lui Rico - Camp Arthur Currie (numit după Sir Arthur Currie, comandantul corpului canadian în timpul războiului), etc.

## Inovații militare
Romanul a popularizat o serie de concepte și inovații militare, unele dintre ele constituind o sursă de inspirație pentru cercetări reale. Cel mai remarcabil îl reprezintă exoscheletul care îi protejează pe soldați, folosit de infanteria mobilă. Aceste costume de luptă sunt controlate de mișcările celor care le poartă, dar sporesc vizibil puterea soldaților, viteza, greutatea maximă pe care o pot transporta, săriturile și, în plus, oferă vedere în infraroșu, radar și auz amplificat, echipament de comunicație, medical și hărți tactice.
Un alt concept nou adus de carte este acela de "infanterie spațială", infanteriștii mecanizați fiind lansați în grupuri de pe orbită prin intermediul capsulelor. Tactica, antrenamentul și alte aspecte ale acestei forțe de elită futuriste sunt detaliate cu multă atenție, începând de la funcționarea costumelor de luptă până la necesitatea mai multor modele de costume și de la pregătirea personalului atât pentru operațiunile cu costume, cât și pentru tactica unităților de luptă și folosirea operațională a costumelor în timpul conflictelor.

## Popularitatea în rândul armatei SUA
Deși costumele de luptă reprezintă cea mai de seamă moștenire lăsată de Infanteria stelară', influența ei merge mai departe, către conflictele contemporane. La peste o jumătate de secol de la publicarea cărții, ea se află pe lista lecturilor Corpului Marinei Statelor Unite, și a Forțelor Navale ale Statelor Unite Este primul roman ajuns pe lista de lecturi a trei dintre cele cinci ramuri ale armatei Statelor Unite care, la ora actuală, folosește multe idei similare conceptelor folosite de Heinlein (voluntari, forță de atac tehnologizată). În 2002, un general al Marinei descria viitorul echipamentului Marinei ca similar celui al infanteriei mobile.

## Controverse
Spre mirarea lui Heinlein, Infanteria stelară a câștigat în 1960 premiul Hugo pentru "Cel mai bun roman". Până în 1980, la douăzeci de ani de la lansare, fusese tradusă în unsprezece limbi și se vindea încă foarte bine. Cu toate acestea, Heinlein s-a plâns că, în ciuda succesului, aproape toate scrisorile primite în legătură cu ea au fost negative și nu a auzit despre ea decât "când cineva voia să mă toace."

### Critici literare
Principala critică literară adusă romanului este aceea că el constituie doar un vehicul pentru ideile politice ale lui Heinlein. John Brunner l-a comparat cu o "carte de copii din epoca victoriană", în timp ce Anthony Boucher, fondatorul revistei The Magazine of Fantasy & Science Fiction, a remarcat că Heinlein a "uitat să insereze o poveste." Alexei Panshin s-a plâns că romanul a fost extrem de simplist — "[o] poveste despre formarea unei [Marine] ... și nimic altceva" — și că personajele sunt doar portavoci ale lui Heinlein: "La sfârșit nu știi nimic despre gusturile [lui Rico], ce îi place și ce nu, care e viața lui personală. Curgerea povestirii nu se schimbă deloc pentru că nu are ce să se schimbe – Rico rămâne doar o voce care citește sloganuri despre cât de bine este să fii soldat.... Restul personajelor sunt și mai caricaturizate, sau doar o exprimare a uni atitudini." Richard Geib a adăugat "'Războinicii' pe care i-am cunoscut în viața reală erau mai complecși decât orice personaj întâlnit în Infanteria stelară. Iar cei despre care știu că au ucis, erau mai ambivalenți în legătură cu gestul lor." El s-a mai plâns și de lipsa aproape totală de sexualitate între personaje sau de aspecte romanțate serioase.

### Acuzații de militarism
O altă plângere legată de roman o constituie că acesta este sau inerent militarist, sau pro-armată. Timp de doi ani s-a purtat o dezbatere pornind de la comparația dintre un citat din Infanteria stelară și poemul anti-război "Dulce et Decorum Est" al lui Wilfred Owen. Dean McLaughlin l-a numit "un poster de recrutare de lungimea unei cărți." Alexei Panshin a comentat că Heinlein a exagerat realitatea vieții militare, pretinzând că acel conflict între omenire și arahnoizi există doar pentru că "infanteria stelară nu e nici pe jumătate la fel de gloropasă dacă stă pe fundul ei și își lustruiește armele pentru a zecea oară în lipsa unei alte activități." Joe Haldeman, un veteran al Războiului din Vietnam și autor al romanului anti-război câștigător al premiilor Hugo și Nebula Război etern, s-a plâns și el că Infanteria stelară glorifică inutil războiul.
În apărarea lui Heinlein, George Price a susținut că acesta "subliniază în primul rând că războiul este ceva 'îndurat', nu savurat și, în al doilea rând, că războiul e atât de neplăcut, de dezolant, încât trebuie purtat cât mai departe de casă." Într-un comentariu din eseul "Who Are the Heirs of Patrick Henry?", Heinlein era de acord că romanul "glorifică armata ... Mai ales pe cel care merge pe jos, punându-și trupul fragil între casa lui iubită și dezolarea războiului - dar e rareori apreciat... are cea mai grea slujbă dintre toate și ar trebui respectat."
În recenzia făcută pentru F&SF, Damon Knight a selectat romanul ca una dintre cele mai bune 10 cărți ale genului din 1959.
Într-o retrospectivă din anul 2009, Jo Walton găsea romanul ca un "SF militar scris extrem de bine." "Heinlein a fost la apogeu când a scris asta în 1959. Stăpânea atât de bine tehnica scrierii SF-ului, încât putea realiza așa ceva și să scape cu fața curată." "E uimitor că [Infanteria stelară este] încă controversată în zilele noastre, la cincizeci de ani de la apariție" și "Probabil că [pe Heinlein] l-ar fi încântat cât de mult i-a făcut cartea pe oameni să gândească și să discute."

### Acuzații de fascism
Forma de organizare a omenirii a fost acuzată de fascism, imagine care s-a răsfrânt și asupra romanului în general. Acuzațiile au devenit atât de populare încât se spune că dacă numele lui Heinlein este adus în discuție în dezbaterile online "nazismul sau Hitler sunt menționați în maxim trei zile."
Cel mai vizibil susținător al acestei opinii este poate chiar Paul Verhoeven, în a cărui ecranizare personalul Federației poartă uniforme care amintesc în mod clar de cele din perioada celui de-Al Treiles Reich; dar Verhoeven pretinde că nu a terminat niciodată de citit cartea. Majoritatea argumentelor în favoarea acestei idei se bazează pe faptul că doar veteranii pot vota, iar non-veteranii nu au drepturi depline; mai mult, doar veteranilor li se permite să predea cursul de istorie și filozofie morală, copiii sunt învățați că argumentele morale în favoarea status quo-ului sunt corecte din punct de vedere matematic, iar pedeapsa capitală și corporală sunt admise ca metode de învățare a moralității și de reducere a fărădelegilor. După cum susținea Poul Anderson, Heinlein nu a luat ideea din Germania Nazistă sau din Sparta, ci din Elveția.
Apărătorii cărții arată de obicei că, deși se limitează participarea la vot, guvernul este ales democratic. Există libertatea de opinie, libertatea presei și libertatea conștiinței pentru non-cetățeni ("rezidenți"). Serviciul militar are la bază voluntariatul, fără constrângeri: infanteriștii pot renunța înainte de a fi trimiși în luptă. Sistemul politic descris în carte este multi-rasial, multi-religios și multi-etnic. Protagonistul Juan Rico este filipinez, iar printre cei care participă la antrenamente alături de el se numără americani, japonezi, germani, australieni, turci, arabi sau evrei. Femeile joacă un rol important în armată, mai ales ca piloți și căpitani de navă. Mulți argumentează de asemenea că Heinlei doar a discutat meritele "votului selectiv comparativ cu cel neselectiv"." Heinlein pretindea același lucru și a remarcat că 95% dintre "veterani" nu erau personal militar, ci membri în serviciul civil și că doar veteranii putea vota sau deține funcții.
Problema aceasta rămâne însă controversată chiar și printre susținătorii cărții. James Gifford indică anumite citate pe baza cărora concluzionează că, deși intențiile lui Heinlein s-ar putea să fi fost ca serviciul federal să fie în proporție de 95% non-militar, conținutul cărții indică faptul că Heinlein "a greșit în acest punct."

### Acuzații de utopie
Recent cartea a fost analizată ca utopie (în sensul unei societăți care nu poate exista) și, deși unele dintre ideile lui Heinlein par plauzibile, ele nu au fost niciodară testate și sunt, la ora actuală, impracticabile și utopice. Critica aceasta a fost adusă de scriitori ca Robert A. W. Lowndes, Philip José Farmer și Michael Moorcock, ultimul scriind un eseu intitulat "Starship Stormtroopers" în care i-a atacat pe Heinlein și pe alți scriitori de "ficțiune utopică." Lowndes în acuză pe Heinlein că "îmbină jumătăți de adevăr ingenioase cu jumătăți de adevăr strălucitoare" și conchide că federația lui Heinlein nu putea fi atât de idealistă pe cât e prezentată, deoarece nu se specifică nicăieri "dacă [non-cetățenii] pot apela sau nu la o măsură care să îndrepte injustiția oficială, așa cum se practică în zilele noastre". Farmer a argumentat că o "lume condusă de veterani ar fi prost administrată, o grefă, o nebunie la fel ca aceea condusă de cineva care nu a simțit vreodată mirosul sângelui sau mațelor."

### Acuzații de rasism
Presupusele aspecte rasiste ale romanului implică relațiile oamenilor cu Gândacii și aliații acestora. Richard Geib a sugerat că portretizarea arahnidele ca fiind lipsite de "minte sau suflet... a făcut ca uciderea lor să nu pară diferită de a călca pe furnici." Atât Robert Peterson, cât și John Brunner cred că poreclele date raselor extraterestre poartă tonuri rasiste, Brunner făcând analogii cu modul în care erau apelați coreeni în timpul războiului, iar Peterson sugerând că "nu doar că porecla de 'Gândaci' dată arahnidelor de pe Klendathu sună ca un termen rasist – amintinnd de folosirea peiorativă a termenului 'jidov' – dar personajele lui Heinlein cred că oamenii sunt superiori Gândacilor și că sunt meniți să se răspândească prin galaxie."
Robert A. W. Lowndes a subliniat că războiul dintre omenire și arahnoizi nu este unul legat de puritatea rasială, cu mai curând o exprimare a credinței lui Heinlein că omul este un animal sălbatic. Conform acestei teorii, dacă omului îi lipsește busola morală în afara instinctului de supraviețuire, când va fi confruntat cu o altă specie la fel de imorală, singurul rezultat posibil va fi un război.

## Influențe culturale

### Cărți
Infanteria stelară a influențat multe scrieri SF ulterioare, stabilind tonul pentru aventurile militare din spațiu. Romanul lui John Steakley Armor s-a născut, după spusele autorului, din frustrarea creată de prezentarea insuficientă a luptelor din Infanteria stelară, aspect pe care dorea să îl dezvolte. Romanul anti-război al lui Joe Haldeman, Război etern este în general privit ca o replică directă la Infanteria stelară și, deși Haldeman a declarat că este rezultatul experienței personale din timpul Războiului din Vietnam, a admis că a fost influențat de romanul lui Heinlein. Jocul lui Ender al lui Orson Scott Card este considerat de mulți ca un răspuns direct sau ca un roman influențat de Infanteria stelară, lucru negat de Card, care a declarat că nu citise nici cartea lui Heinlein, nici pe cea a lui Haldeman la data scrierii Jocului lui Ender. Harry Harrison a scris cartea satirică Bill, the Galactic Hero pe care a descris-o ca o "rescriere jalnică a Infanteriei stelare a lui Heinlein." Romanul lui John Scalzi Războiul bătrânilor este, după spusele autorului, construit după tiparul Infanteriei stelare. Seria lui John Ringo Legacy of the Aldenata conține un omagiu explicit al cărții lui Heinlein. În 1987, Ace Books a publicat o carte interactivă a cărei acțiune se petrece în universul Infanteriei stelare, Combat Command in the World of Robert A. Heinlein's Starship Troopers: Shines the Name de Mark Acres.

### Film și televiziune
Filmul din 1986 al lui James Cameron Aliens include teme și fraze din roman, precum și exoscheletul. Actorilor care au jucat rolurile personajelor din Marina Colonială li s-a cerut să citească romanul înainte de începerea filmărilor.
Drepturile de folosire a pasajelor din carte de către film au fost legalizate în anii '90. Primul film, intitulat tot Infanteria stelară, a fost regizat de Paul Verhoeven (RoboCop, Total Recall) și lansat în 1997. Filmul diferă de carte în ceea ce privește tema și acțiunea, primind recenzii amestecate din partea criticilor. Filmul a fost urmat de două continuări, Starship Troopers 2: Hero of the Federation (2004) și Starship Troopers 3: Marauder (2008). Un serial de animație, Roughnecks: Starship Troopers Chronicles, inspirat de carte și de primul film, a început în 1999 și a avut 40 de episoade. În decembrie 2011, producătorul Neal Moritz a anunțat realizarea unui remake al filmului, despre care a promis că va fi mult mai fidel romanului.
Yoshiyuki Tomino, creatorul serialului TV anime Mobile Suit Gundam (1979) a citat Infanteria stelară ca sursă importantă de inspirație. În 1988, Sunrise și Bandai Visual au produs un serial japonez de animație de 6 episoade intitulat Uchū no Senshi cu costume de luptă desenate de Kazutaka Miyatake (faimos pentru realizările din Macross/Robotech).

### Jocuri
În 1976, Avalon Hill a publicat jocul pe tablă Robert Heinlein's Starship Troopers, care conținea o serie de scenarii din carte. În 1997, legat de ecranizarea lui Verhoeven, a apărut Starship Troopers: Prepare For Battle!, focalizat în întregime pe film. Starship Troopers: The Miniatures Game, un joc de război miniatural care folosește material din carte și din film a fost lansat de Mongoose Publishing în 2005. În 1982, Radio Shack/Tandy a lansat jocul pe calculator Klendathu de Leo Christopherson. În 1998, Mythic Entertainment a lansat jocul Starship Troopers: Battlespace, disponibil și pentru membrii America Online. Jocul, în care jucătorii se luptă unul împotriva celuilalt în spațiu, permite jucătorilor să facă parte din Federație sau din Klendathu. În 2000, Blue Tongue Entertainment a lansat jocul video de strategie Starship Troopers: Terran Ascendancy. Un shooter intitulat Starship Troopers a fost lansat pe 15 noiembrie 2005 pornind de la ecranizarea lui Paul Verhoeven, fiind produs de Strangelite și lansat de Empire Interactive. Starship Troopers a influențat și alte jocuri, printre care Outwars, Tribes, Tribes 2, StarCraft,, Warhammer 40k și Crysis.

### Benzi desenate
Dark Horse Comics, Mongoose Publishing și Markosia au preluat licența de a realiza benzi desenate pe baza romanului. De-a lungul anilor, acestea au fost scrise de autori ca Warren Ellis, Gordon Rennie și Tony Lee.

## Traduceri în limba română
- 1993 - Infanteria stelară, Ed. Cristian, traducere Mihaela și Cristian Ionescu, 272 pag., ISBN 973-95868-5-6
- 2002 - Infanteria stelară, Ed. Pygmalion, Colecția "Cyborg" nr. 25, traducere Mihaela și Cristian Ionescu, 260 pag.